# 芬治路
芬治路（英語：Old Finch Avenue）是加拿大安大略省南部大多倫多地區一條主要東西向街道，東起杜林區皮克靈市布洛克道（Brock Road）和京士頓道（Kingston Road）交界處一帶，西至皮爾區賓頓士刁士路，中途大部分路段貫穿多倫多市北部（士嘉堡、北約克和怡陶碧谷），亦有一小部分路段位於密西沙加市。芬治路在杜林區以內的路段編號為杜林區37號區道，而皮爾區以内的路段則編號為皮爾區2號區道。
芬治路為多倫多市由安大略湖向北數上的第十二條基線，也是布魯亞街以北少數橫貫整個多倫多市的東西向街道。芬治路在多倫多市以內以央街作東西之分，分界線以西為芬治西路，以東則為芬治東路。

## 走線
芬治路主要呈市郊動脈通道佈局，沿途以住宅區及服務附近居民的零售商戶為主，但多倫多市中北部近央街交界處亦設有多層住宅和辦公大樓。
芬治路西端位於皮爾區賓頓市東南角，在此與士刁士路和歌活道（Gorewood Road）交叉。芬治路從此交界處起往東南伸延並進入密西沙加市範圍；此路段編號為皮爾區2號區道。芬治路在427號公路一帶改為往東伸延，並進入多倫多市範圍，數公里後跨越漢伯河，與400號公路交匯後跨越黑溪（Black Creek），後再從南面掠過約克大學校園。
芬治路繼續往東伸延，先後與基爾街、德化林街、巴佛士街、央街、灣景路、里斯利街、當妙斯道和404號公路等要道交叉，與維多利亞公園路交叉後進入士嘉堡區，沿途開始出現華人住宅和商戶林立的局面，並成為士嘉堡兩個華人熱門聚居地愛靜閣和美麗徑的分界線。芬治路在摩寧西路交界處以東匯入士丹士道（Staines Road），而芬治路的走線則在摩寧西路以東以舊芬治路之名繼續伸延，從北面掠過多倫多動物園後抵達芳草谷道（Meadowvale Road）並在此中斷。
此道路走線在紅河對岸再度以芬治路之名往東伸延進杜林區皮克靈市，並成為杜林區37號區道，數公里後與布洛克道交叉，在交界處以東成為一條掘頭路並在此告終；其走線由京士頓道取代。

## 歷史
約翰·芬治（John Finch）於19世紀在現時的芬治路夾央街東北角開設一家旅館，而芬治路亦以他為名。芬治路早期為一條由碎石鋪成的郊區通道，沿途坐落一系列教堂、學校和墳場。安大略水電公司則於1950年代在芬治路以北修建一系列電線，從400號公路起與芬治路平行至皮克靈。隨著北約克的市郊住宅區於1960年代逐步往北延伸，當局亦重鋪芬治路成一條四線行車主幹道以配合日增的車流。
芬治路的西端原本位於含伯河；駕駛人士需繞經士刁士路或亞比安道（Albion Road）通往怡陶碧谷和皮爾區。隨著省府準備將427號公路往北伸延，當局亦計劃將芬治路往西伸延與427號公路交匯，再往西北伸延至賓頓市東南角與士刁士路交叉。芬治路西延工程於1980年代初逐步完成。

## 公共運輸
位於芬治路夾央街的芬治地鐵站於1974年聯同央街地鐵線北延路段開幕，至今仍是該地鐵線的北端總站，以及多倫多地鐵系統中地理位置最北的車站，因此車站外除了設有多倫多公車局轄下的巴士線總站外，亦設有GO運輸及約克區公車局（包括約克區巴士快速交通系統）的巴士線總站，令該車站成為多倫多市北部的主要公共交通樞紐。此外，當局亦現正將士巴丹拿地鐵線往北伸延至旺市，並將於芬治路夾基爾街設立芬治西地鐵站，暫定於2016年秋季開幕。
另一方面，時任多倫多市長苗大衞於2007年聯同多倫多公車局公佈「運輸城市」（Transit City）項目，計劃在多倫多市内數處興建路面輕鐵線，當中包括沿西芬治路興建輕鐵連接芬治西地鐵站和漢博學院（Humber College）。新任市長福特於2010年上台後曾宣佈取消「運輸城市」項目，並將多倫多市的軌道交通發展焦點改回重型地鐵。然而，多倫多市議會於2012年推翻福特的決定，恢復包括芬治西輕鐵線在内的部分「運輸城市」項目。當局現時計劃於2015年展開芬治西輕鐵線工程，暫定於2020年通車。

## 外部連結
- 维基共享资源上的相關多媒體資源：芬治路